# 그랜트 로즌마이어
그랜트 로즌마이어(Grant Rosenmeyer, 1991년 7월 3일 ~ )는 미국의 배우이다.

## 출연 작품
- 컴 애즈 유 아 (2019)
- 체이싱 더 블루스 (2017)
- 템프스 (2016)
- 아이 두 & 아이 돈트 (2007)
- 히브루 해머 (2003)
- 로얄 테넌바움 (2001)